# Actinacantha
Actinacantha là một chi nhện trong họ Araneidae.